# Henry Kremer
Henry Kremer (* 8. Mai 1907 in Dvinsk, Lettland; † 8. April 1992 in Tel Aviv, Israel) war ein britischer Industrieller und durch Stiftung des Kremer-Preis ein Förderer des Muskelkraft-Fluges.

## Leben
Kremer wurde als zweites von fünf Kindern der Eheleute Nachman Kremer und Ester Rosa Kremer (geb. Dubovsky) am 8. Mai 1907 in Lettland in der Stadt Dvinsk (heutiger Name Daugavpils) geboren. Zu Beginn des Ersten Weltkriegs emigrierten seine Eltern nach England. Kremer besuchte anschließend in Großbritannien und der Schweiz die Schule und wurde später britischer Staatsbürger. Seine Eltern gründeten in Großbritannien ein Unternehmen zur Herstellung von Sperrholz und Spanplatten.
1927 trat Kremer in die elterliche Firma ein und erwies sich als talentiert bei der Entwicklung neuer Materialien und Herstellungsmethoden. Am 21. November 1931 heiratete er Norah Court (1910–2000).
Als der Zweite Weltkrieg ausbrach, hielt er mehrere Patente. Darunter befand sich auch der Herstellungsprozess für das Sperrholz, welches für den Bau des de Havilland DH.98 Mosquito verwendet wurde. 1941 entwickelte Kremer ein Herstellungsverfahren für Sperrholz aus Sägemehl, Holzspänen und Baumharz. Somit konnte durch den Krieg nicht erhältliches Naturholz durch Formplatten ersetzt werden, welche im Krieg und später kommerziell verwendet wurden. Dies war das erste Produkt seiner Art in Großbritannien und begründete die Spanplattenindustrie. 1953 entwickelte er ein Verfahren zur Herstellung von Glasfasern, die zerhackt und mit Klebstoff gemischt wurden. Bei der Verwendung von Epoxidharz entstand ein strapazierfähiges Strukturmaterial.
1951 gründete Kremer Microcell und erweiterte sein Geschäft in der Folge zur Unternehmensgruppe. Die Gruppe besaß drei Hauptbetätigungsfelder: Luftfahrzeugtechnik, Kunststoffe und Elektronik. 1959 fusionierte die Unternehmen mit der British Tyre and Rubber plc. In einem für einige Jahre geheim gehaltenen Patent aus dem Jahr 1954 beschreibt Kremer ein Verfahren zur Beschichtung kurzer Glasfasern mit Aluminium, um Düppel herzustellen. Diese waren leichter als die zuvor verwendete Aluminiumfolie, konnten diese länger in der Luft bleiben. Entsprechende Ausstoßeinrichtungen wurden für V-Bomber der Royal Air Force entwickelt. Im Jahr 1959 erfolgten im Auftrag von Royal Aircraft Establishment Experimente zu hohlraumfreien Radarkuppeln, um eine bessere Leistung von Radaranlagen zu erzielen. Das erfolgreiche Herstellungsverfahren wurde später in großem Umfang von der Industrie eingesetzt.
Seit der Arbeit mit de Havilland war Kremers Interesse an der Luftfahrt erhalten geblieben und er sehr an körperlicher Fitness interessiert. Beide Themen sind in Robert Graham Projekt, ein muskelbetriebenes Flugzeug zu entwickeln, enthalten und Graham informierte von Zeit zu Zeit Kremer zum Fortschritt des Man-Powered Aircraft Comitee (kurz: MAPAC) sowie Nachfolgegremiums Human Powered Aircraft Group der Royal Aeronautical Society.
1959 hielten Kremer, Graham, H. G. Bennison, Fred East und Air Commodore Bryan Hatfield zum Mittagessen im Cambridge Hotel in Camberley, bei welchem Graham begeistert über Muskelkraft-Flug sprach und vorschlug, einen Preis auszuloben. Kremer meldete sich sofort freiwillig. Der erstaunte und erfreute Graham drehte sich zu seinen weiteren Begleitern und überzeugte sich, dass diese Kremers Angebot ebenfalls gehört hatten. Bennison bestätigte dies. Der Preis wurde im November 1959 angekündigt und im Royal Aeronautical Society Journal vom Januar 1960 erklärt, dass die Auszeichnung für „den ersten erfolgreichen Flug eines von Briten entworfenen, gebauten und geflogenen Muskelkraft-Flugzeug“ ausgelobt sei, welcher innerhalb des britischen Commonwealth unter den Bedingungen der Royal Aeronautical Society stattfand.
In den folgenden 27 Jahren führte Kremers Förderung zum Bau vieler Muskelkraft-Flugzeuge sowie zum Gewinn des ausgelobten Preises durch Flug einer liegenden Acht und der spektakulären Überquerung des Ärmelkanals im Jahr 1979. Während dieser Zeit belief sich seine Sponsoring auf mehr als £ 150.000 (entspricht heute ca. 4.864.293 €). Er erkannte, dass dies nur der erste Schritt zum Muskelkraft-Flug sein konnte und übertrug der Royal Aeronautical Society weitere £ 100.000 Preisgeld, um das Design von robusteren und praktischeren Flugzeuge zu fördern. Damit wurde ein Geschwindigkeitswettbewerb konzipiert, welcher ein außerordentlicher Erfolg wurde. Der fünfte und letzte Gewinner konnte auf der 1.500 Meter langen Strecke eine Geschwindigkeit von 44 km/h erreichen. Derzeit können mehr als £ 150.000 beim Kremer-Preis gewonnen werden.
Kremer galt als zurückhaltend und vermied das Rampenlicht. Die Royal Aeronautical Society verlieh ihm die Ehrenmitgliedschaft 1975. Die Fédération Aéronautique Internationale ehrte ihn 1978 mit dem Paul Tissandier Diploma sowie 1987 mit der FIA Gold Air Medal, ihrer höchsten Auszeichnung. Zudem war Kremer Ehrenmitglied der FIA.
Henry Kremer starb am 8. April 1992 in Tel Aviv und wurde in Ra’anana bestattet. Er hinterließ seine Frau Norah sowie zwei Söhne und zwei Töchter.